# Sorghastrum tisserantii
Sorghastrum tisserantii är en gräsart som beskrevs av Clayton. Sorghastrum tisserantii ingår i släktet Sorghastrum och familjen gräs. Inga underarter finns listade i Catalogue of Life.